# 遠矢良賢
遠矢良賢（?—1572年6月14日），日本戰國時代的武將。島津氏家臣。父親是遠矢良兼。

## 生平
生年不詳。以飯野眾身份仕於島津義弘。永祿11年（1568年）8月，日向國的伊東義祐為了進攻飯野城（此時義弘因為與菱刈氏交戰而不在城中），於是令家臣伊東祐安配下的佐土原遠江守駐屯在桶平城。11月，與黑木實利一同在夜裡於本地原（現今宮崎縣蝦野市觀音原附近）的古溝埋伏，並於翌朝假裝打獵，在桶平城前不斷出現，成功引誘城兵，與實行二人一同擊破被誘進本地原的伊東軍（釣野伏）。
此前，伊東氏和相良氏有一同挾擊飯野城的密約，但是情報被球磨的皆越六郎左衛門的妻子（被伊東義祐攻滅的大河平氏第3代當主大河平隆次的姐姐（ナミ））知道，於是飯野城在事前加強防御，令相良軍撤退。義弘對此感謝，於是令皆越繼承已經滅亡的大河平氏和其舊領。此時被派遣並負責說服皆越。在皆越進入飯野時，亦負責出迎。
元龜3年（1572年）5月4日，在木崎原之戰中，被義弘賜予士兵60人，從飯野城前往加久藤城支援，與加久藤城將川上忠智、馬關田眾、吉田眾一同挾擊伊東軍，令其撤退。
此後，與義弘軍合流並突撃伊東軍，不過因為是寡兵，軍勢薄弱，於是與久保伴五左衛門、野田越中坊、鎌田大炊助、曾木播磨、富永刑部5人一同為了令義弘逃走，而拖延伊東軍，最後戰死。此時義弘後退至木崎原並重整軍勢，與伏兵一同挾擊伊東軍，將其擊敗。
子孫移居至鹿兒島財部，回復恒吉姓。